# DHF's Landspokalturnering 2016
DHF´s landspokalturnering i 2016 var den 53. udgave af DHF's Landspokalturnering. Herrernes turnering blev vundet af Skjern Håndbold, der vandt finalen med 27-20 over Bjerringbro-Silkeborg. Aalborg Håndbold vandt bronzekampen med 33-23 over KIF Kolding København. Kvindernes turnering blev vundet af Randers HK, der vandt finalen med 27-21 over FC Midtjylland Håndbold. Viborg HK vandt bronzekampen med 25-23 over TTH Holstebro.

## Mænd

### 1/8-finaler
| Dato  | Hjemmehold               | Udehold               | Resultat |
| ----- | ------------------------ | --------------------- | -------- |
| 9.9   | Skanderborg Håndbold     | SønderjyskE Håndbold  | 23-28    |
| 9.9   | Ribe-Esbjerg HH          | Århus Håndbold        | 28-27    |
| 9.9   | Lemvig-Thyborøn Håndbold | GOG                   | 24-27    |
| 9.9   | Skive fH                 | KIF Kolding København | 28-31    |
| 9.9   | TMS Ringsted             | Bjerringbro-Silkeborg | 26-33    |
| 10.9  | Mors-Thy Håndbold        | Aalborg Håndbold      | 21-28    |
| 10.9  | HC Midtjylland           | Skjern Håndbold       | 23-27    |
| 11.9  | Nordsjælland Håndbold    | TTH Holstebro         | 33-32    |
| Kilde |                          |                       |          |

### 1/4-finaler
Her deltog de otte vinderhold fra 1/8-finalerne.
| Dato  | Hjemmehold            | Udehold               | Resultat |
| ----- | --------------------- | --------------------- | -------- |
| 24.10 | Nordsjælland Håndbold | Skjern Håndbold       | 21-29    |
| 25.10 | Aalborg Håndbold      | GOG                   | 31-29    |
| 26.10 | SønderjyskE           | Bjerringbro-Silkeborg | 27-32    |
| 27.10 | Ribe Esbjerg HH       | KIF Kolding København | 24-30    |
| Kilde |                       |                       |          |

### Final 4

#### Semifinaler
De fire vindere af kvartfinalerne deltog i final 4-stævnet 4. og 5. februar 2017 i Gigantium i Aalborg. 
| Dato  | Hold                  | Hold                  | Resultat |
| ----- | --------------------- | --------------------- | -------- |
| 4.2   | Aalborg Håndbold      | Skjern Håndbold       | 23-32    |
| 4.2   | Bjerringbro-Silkeborg | KIF Kolding København | 28-24    |
| Kilde |                       |                       |          |

#### Finale og bronzekamp
| Dato                              | Hold                  | Hold             | Resultat |
| --------------------------------- | --------------------- | ---------------- | -------- |
| 5.2                               | KIF Kolding København | Aalborg Håndbold | 23-33    |
| 5.2                               | Bjerringbro-Silkeborg | Skjern Håndbold  | 20-27    |
| Kilde (bronzekamp) Kilde (finale) |                       |                  |          |

## Kvinder

### 1/8-finaler
| Dato  | Hjemmehold           | Udehold                       | Resultat |
| ----- | -------------------- | ----------------------------- | -------- |
| 1.9   | SønderjyskE Håndbold | Viborg HK                     | 18-39    |
| 5.9   | Ringkøbing Håndbold  | Nykøbing Falster Håndboldklub | 27-37    |
| 8.9   | Bjerringbro fH       | TTH Holstebro                 | 20-33    |
| 9.9   | Vendsyssel Håndbold  | Silkeborg Voel KFUM           | 24-38    |
| 10.9  | SK Århus             | København Håndbold            | 17-22    |
| 11.9  | Ajax København       | FC Midtjylland                | 20-30    |
| 13.9  | Odense HC            | Team Esbjerg                  | 27-25    |
| 13.9  | Lyngby HK            | Randers HK                    | 17-35    |
| Kilde |                      |                               |          |

### 1/4-finaler
Her deltog de otte vinderhold fra 1/8-finalerne. 
| Dato  | Hjemmehold                    | Udehold        | Resultat |
| ----- | ----------------------------- | -------------- | -------- |
| 1.11  | Nykøbing Falster Håndboldklub | Randers HK     | 26-31    |
| 2.11  | Silkeborg Voel KFUM           | TTH Holstebro  | 28-29    |
| 2.11  | København Håndbold            | FC Midtjylland | 23-32    |
| 3.11  | Odense HC                     | Viborg HK      | 19-24    |
| Kilde |                               |                |          |

### Final 4

#### Semifinaler
De fire vindere af kvartfinalerne deltog i final 4-stævnet 29. og 30. december 2016 i Jysk Arena i Silkeborg. 
| Dato  | Hold           | Hold       | Resultat |
| ----- | -------------- | ---------- | -------- |
| 29.12 | TTH Holstebro  | Randers HK | 37-39    |
| 29.12 | FC Midtjylland | Viborg HK  | 32-21    |
| Kilde |                |            |          |

#### Finale og bronzekamp
| Dato                              | Hold          | Hold           | Resultat |
| --------------------------------- | ------------- | -------------- | -------- |
| 30.12                             | TTH Holstebro | Viborg HK      | 23-25    |
| 30.12                             | Randers HK    | FC Midtjylland | 27-21    |
| Kilde (bronzekamp) Kilde (finale) |               |                |          |